# Christoph von Tiedemann

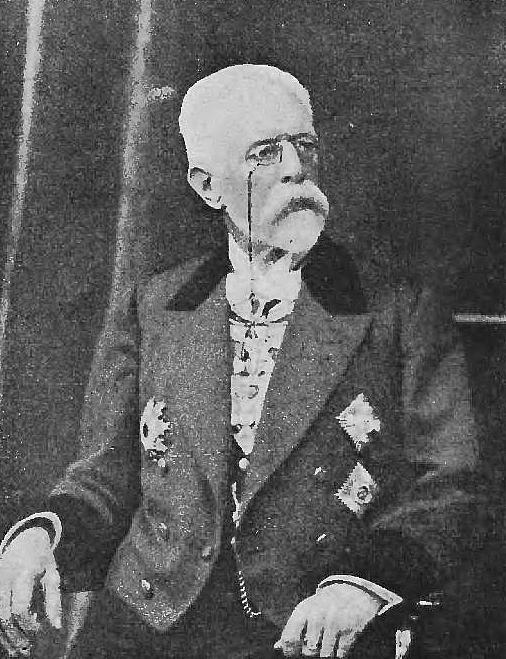
Christoph von Tiedemann

Christoph Willers von Tiedemann, född den 24 september 1836 i Schleswig, död den 20 juli 1907 i Berlin, var en preussisk politiker. Han var far till Adolf von Tiedemann.
Tiedemann blev 1878 chef för rikskansliet, 1881–1899 regeringspresident i Regierungsbezirk Bromberg, ledamot av preussiska deputeradekammaren (1873–1876, 1879–1903) och tyska riksdagen (1898–1906). Han adlades 1883. Tiedemann författade Aus sieben Jahrzehnten. Erinnerungen (2 delar, 1905–1909).